# Walter Gotell
Walter Gotell (Bonn, 15 marzo 1924 – Londra, 5 maggio 1997) è stato un attore tedesco.
Attore spesso utilizzato per interpretare ufficiali tedeschi in film di guerra, ha impersonato il generale Gogol, capo del servizio segreto russo, in alcuni film di James Bond, da La spia che mi amava (1977) a 007 - Zona pericolo (1987).

## Filmografia parziale

### Cinema
- Schweik's New Adventures, regia di Karel Lamač (1943)
- La regina d'Africa (The African Queen), regia di John Huston (1951)
- Berretti rossi (The Red Beret), regia di Terence Young (1953)
- Albert R.N., regia di Lewis Gilbert (1953)
- Birra ghiacciata ad Alessandria (Ice Cold in Alex), regia di J. Lee Thompson (1958)
- Larry, agente segreto (The Treasure of San Teresa), regia di Alvin Rakoff (1959)
- I cannoni di Navarone (The Guns of Navarone), regia di J. Lee Thompson (1961)
- Astronauti per forza (The Road to Hong Kong), regia di Norman Panama (1962)
- A 007, dalla Russia con amore (From Russia with Love), regia di Terence Young (1963)
- 55 giorni a Pechino (55 Days at Peking), regia di Nicholas Ray (1963)
- Attacco alla costa di ferro (Attack on the Iron Coast), regia di Paul Wendkos (1968)
- Quel maledetto ispettore Novak (The File of the Golden Goose), regia di Sam Wanamaker (1969)
- Black Sunday, regia di John Frankenheimer (1977)
- La spia che mi amava (The Spy Who Loved Me), regia di Lewis Gilbert (1977)
- The Stud - Lo stallone (The Stud), regia di Quentin Masters (1978)
- I ragazzi venuti dal Brasile (The Boys from Brazil), regia di Franklin J. Schaffner (1978)
- Moonraker - Operazione spazio (Moonraker), regia di Lewis Gilbert (1979)
- Solo per i tuoi occhi (For Your Eyes Only), regia di John Glen (1981)
- Octopussy - Operazione piovra (Octopussy), regia di John Glen (1983)
- 007 - Bersaglio mobile (A View to a Kill), regia di John Glen (1985)
- 007 - Zona pericolo (The Living Daylights), regia di John Glen (1987)
- Sleepaway Camp II: Unhappy Campers, regia di Michael A. Simpson (1988)
- Il mistero del principe Valiant (Prince Valiant), regia di Anthony Hickox (1997)

### Televisione
- Il Santo (The Saint) – serie TV, episodio 3x11 (1964)
- Le sconfitte di un vincitore: Winston Churchill 1928-1939 (Winston Churchill: The Wilderness Years) – miniserie TV (1981)
- Scarlatto e nero (The Scarlet and the Black), regia di Jerry London – miniserie TV (1983)
- A-Team (The A-Team) – serie TV, episodio 4x03 (1985)
- Supercar (Knight Rider) – serie TV, episodio 4x07 (1985)
- Miami Vice – serie TV, episodio 3x01 (1986)
- MacGyver – serie TV, episodio 3x06 (1987)
- Star Trek: The Next Generation – serie TV, episodio 1x17 (1988)
- X-Files (The X-Files) – serie TV, episodio 3x02 (1995)

## Doppiatori italiani
Nelle versioni in italiano delle opere in cui ha recitato, Walter Gotell è stato doppiato da:
- Renato Turi in Astronauti per forza, A 007, dalla Russia con amore, Attacco alla costa di ferro
- Sergio Fiorentini in The Stud - Lo stallone, Solo per i tuoi occhi
- Gianni Musy in MacGyver (ep. 3x06), Il mistero del principe Valiant
- Bruno Persa in La spia che mi amava
- Giancarlo Padoan in Octopussy - Operazione Piovra
- Alessandro Sperlì in Top Secret
- Gianni Marzocchi in 007 - Bersaglio mobile
- Michele Kalamera in Cuba
- Ettore Conti in A-Team
- Dario De Grassi in Supercar
- Corrado Gaipa in Miami Vice
- Renato Mori in Star Trek: The Next Generation
- Sandro Tuminelli in MacGyver (ep. 4x14)
- Renato Cortesi in X-Files
- Gino Donato ne I ragazzi venuti dal Brasile
- Enrico Bertorelli ne I racconti della cripta